# Gino Martinesi
Gino Martinesi, all'anagrafe Luigi (Brindisi, 25 febbraio 1899 – Brindisi, 15 luglio 1956), è stato un generale italiano.

## Biografia
Diciottenne, dopo aver preso parte al corso per allievi Ufficiali di complemento, Luigi Martinesi fu promosso al grado di sottotenente.
Prese parte alla Grande Guerra dove servì nel 155º reggimento fanteria e venendo decorato con una Medaglia d'argento al Valor Militare e due croci di guerra.
Alla fine della guerra, ancora convalescente fece ritorno a Brindisi dove aderì presto ai Fasci italiani di combattimento fondati da Benito Mussolini. Prese parte alle azioni dello squadrismo locale e il 1º Maggio 1920, prese parte ad uno scontro in cui uno dei manifestanti rimase ucciso, pertanto fu condotto in carcere anche se poi nel relativo processo fu prosciolto in istruttoria.
Già al comando di tutte le squadre d'azione del Salento che aveva mobilitato in vista della Marcia su Roma, il 1º Febbraio 1923, con la costituzione della Milizia Volontaria per la Sicurezza Nazionale nella provincia di Lecce fu istituita la 152ª Legione CC.NN. "Salentina", nel 1927, con la creazione della provincia di Brindisi Martinesi assunse il comando della neocostituita 153ª Legione CC.NN. "II Salentina" di Brindisi nata dallo sdoppiamento della "I Salentina". La legione Salentina nel 1923 contava circa 800 squadristi che rendeva di fatto la provincia di Lecce la più importante come adesioni di tutto il sud Italia. Nel 1928 la sua biografia fu inserita nel volume "La Nazione operante" di Edoardo Savino in cui sono raggruppate le biografie delle personalità più influenti del regime. Nel 1930, già membro del direttorio federale di Brindisi è nominato ufficiale dell'Ordine della Corona d'Italia
Il 21 aprile 1938 divenne Comandante della XII Zona CC.NN. di Bari e il 7 novembre 1939 fu promosso Luogotenente Generale.
Dal 1º dicembre 1942 Martinesi sostituì il Luogotenente generale Enrico Francisci al comando del Raggruppamento Camicie Nere "23 Marzo" impegnato nella campagna di Russia fino all'agosto 1943 quando rientrò a Brindisi.
L'11 Settembre 1943, subito dopo l'armistizio dell'8 settembre 1943, fu incarcerato dalle autorità italiane finché nel giugno 1944 fu portato nel campo di concentramento della Certosa di Padula fino alla fine della guerra.
Nuovamente arrestato nel settembre 1945 e processato per fatti avvenuti durante lo squadrismo fu definitivamente assolto.
Morì a Brindisi nel 1956 anche a causa delle ferite e del principio di assideramento che lo aveva colpito durante la campagna di Russia.